# Spermacoce brachysepala
Spermacoce brachysepala är en måreväxtart som först beskrevs av Ignatz Urban, och fick sitt nu gällande namn av Brother Alain. Spermacoce brachysepala ingår i släktet Spermacoce och familjen måreväxter. Inga underarter finns listade i Catalogue of Life.